# ナヴォイ鉱山精錬コンビナート
ナヴォイ鉱山精錬コンビナート (英語: State-Owned Enterprise Navoi Mining & Metallurgy Combine、ロシア語: Государственное предприятие «Навоийский горно-металлургический комбинат»、略称：NMMC) は、ウズベキスタン・ナヴォイ州のナヴォイに本社を置く国営企業である。NMMCは世界でも有数のウランや金の採掘量を誇る企業として知られている。NMMCが主に採掘を行なっている地域はキジルクム砂漠の鉱山である。「ナボイ鉱山精錬コンビナート」とも表記される。

## 支部

### 北部鉱業本部 (NMA)
NMAは1958年にウチュクドゥクに設立され、ウランの採掘を行なっている。
現代のNMAの主な活動は以下の通りである。 
- ウランの採掘、浸出、加工処理
- コクパタス鉱山の金鉱石の採掘と加工処理
- 硫酸の生産
- ナヴィー鉱山から採掘された大理石の製品加工

NMAの責任者はウラジーミル・ユリエヴィチ・シャーミン (Vladimir Yurievich Shamin)である。

### 中央鉱業本部 (CMA)
CMAは1964年にザラフシャンに設立された。CMAではムルンタウ金鉱における金の採掘を行なっている。金の採掘と加工処理は現地で行われる。
1967年3月以降、CMAはオープンピット工法で採掘を行なっており、試掘や探鉱から金の延べ棒生産まですべての過程を現地で行なっている。
CMAの湿式冶金第二工場で生産される金や銀は国際標準仕様となっている。
CMAの主な活動は以下の通りである。
- ムルンタウ金鉱での金の採掘
- 湿式冶金第二工場での金鉱石加工処理と不要物の処理
- ムルンタウ金鉱開発のための技術開発
- 鉱物埋蔵量の評価と鉱山ベースでのさらなる開発の計画

### 南部鉱業本部 (SMA)
SMAはサマルカンド州のヌラバードに位置する。SMAは1964年1月に設立され、サビルサイウラン鉱山開発を行なっている。
SMAの主な活動は以下の通りである。
- ウラン採掘
- ザルミタン、マルジャンブラク金鉱の開発
- 大理石の採掘と研磨などの加工処理
- 様々な大きさのポリ塩化ビニルとポリエチレン製のパイプ生産
- その他の加工処理

SMAの責任者はユーリイ・ミハイロヴィチ・アコピャン (Yuri Mikhailovich Akopyan)である。

### 第5鉱業本部 (MA #5)
第5鉱業本部はブハラ州のザファラバードに位置する。第5鉱業本部は1971年2月にブキナイウラン鉱山の商業開発を行うレニナバードマイニング・ケミカル・コンプレックスの支部として設立された。
1993年、第5鉱業本部はNMMCの支部に取り込まれた。主な活動は浸出法によるウランの採掘である。

### 第2鉱業本部 (MA #2)
第2鉱業本部はタシュケント州・パルケント地区のクラスノゴルスクに位置する。第2鉱業本部は1954年にチャウリーウラン鉱山の商業開発支部として設立された。その後第2鉱業本部はアガタ・チバルガタ、ナウギスケン蛍石鉱床の開発を行なっていた。1963年、第2鉱業本部はチバルガタ鉱山とその加工工場を管理下に置いた。1992年、第2鉱業本部はキジルクムレドメトゾロト (Kyzylkumredmetzoloto) 国営事業の準加盟企業となり、1995年にNMMCの傘下に入った。
第2鉱業本部の主な活動は以下の通りである。 
- 斑糲岩の商業的な採掘
- 燐灰土の加工処理と燐灰土精鉱の生産

2008年12月時点で、この支部は不採算部門となっている。

### ナヴォイ機械建設工場生産協会
1963年にNMMCの設備を補修する目的で設立された。
NMBPはあらゆる種類の補修品を生産する極めて大きな部門であり、NMMCのスペアパーツ、ポンプ、金属部品、シリンダーライナー、外部設備品などを提供している。また、木製の機械や金属除去用の工作機械、溶接棒、洗濯機や台所用機械などの製品も生産している。この部門はNMMCの外で使用されている設備の補修機能を有している点で、複合企業であるNMMCにとって重要な部門となっている。

### デンスリーチング・ワークショップ (前ザラフシャン・ニューモント・ジョイントベンチャー)
「ザラフシャン・ニューモント」はウズベキスタンとアメリカ合衆国のニューモント・マイニングのジョイントベンチャーであり、1995年5月にムルンタウ鉱山のうち低質な金の加工処理を行なっていた。「ザラフシャン・ニューモント」はCIS諸国で以前は適用されていなかったヒープリーチング法の技術を使用した工場だった。
「ザラフシャン・ニューモント」は外国の投資と技術の使用により出来上がった企業だった。この企業はウズベキスタンで初めて大規模な外国による投資の誘致を成功させた例となった。この合弁企業は現在閉鎖されている。すべての機械と生産ラインはNMMC (CMA)へと移管された。
ニューモントは既にこの合弁企業の株を保有していない。NMMCの傘下に入った後はデンスリーチング・ワークショップという名称に変更されている。

### ザリスパルク宝石工場
ザリスパルクはザラフシャンに位置する。この工場はウズベキスタンとアメリカ合衆国のジョイントベンチャーとして設立された。1996年、NMMCはアメリカ合衆国企業が保有していた株を買い取り、合弁企業は宝石工場と名称変更された。主な活動は宝石の生産である。2008年12月時点で、この支部は不採算部門となっている。

### アガマ縫製会社
1990年4月12日に製品加工や商業戦略のための合弁企業として設立された。
1997年以降、アガマはNMMCの傘下に入り、縫製会社として機能してきた。
初の紡績工場がザラフシャンに設立され、アクリル繊維の開発が行われていた。
2008年12月時点で、この支部は著しい不採算部門となっており、他企業に売りに出されるのを待つ情勢となっている。

### ザラフシャン建設本部 (ZCA)
1967年に工場・土木建築を行う企業として設立され、車道や鉄道の建設を行なっている。

### キジルクムリン鉱石工場
1998年に設立された。毎年約30万トンのリン鉱石を生産している。